# Martin Boutet
Pour les articles homonymes, voir Boutet.
Martin Boutet, sieur de Saint-Martin ou Martin Boutet de Saint-Martin (né vers 1612 ou 1617 à Sceaux en France et mort vers 1683 ou 1686 à Québec en Nouvelle-France) était un soldat français qui fut notamment le premier instituteur laïc de Québec.

## Biographie
Martin Boutet s'est engagé en tant que soldat à La Rochelle le 7 avril 1643 et fut envoyé au Canada. Il s'établit à Québec vers 1645. Au début des années 1660, il offrit ses services aux Jésuites qui le firent enseigner les mathématiques, ce qu'il fit pendant cinq ans avec une emphase sur l'arpentage, la navigation et l'hydrologie. En 1666, Jean Talon lui demanda d'enseigner les principes de navigation à tous les nouveaux pilotes, ce qu'il fit avec la permission des Jésuites et il fut alors connu sous le pseudonyme du « mathématicien de Québec ». En 1678, il reçut un brevet d'ingénieur décerné par Louis XIV,.

## Héritage
Le canton de Boutet dans l'Est du Québec porte le nom de Martin Boutet. De plus, en 1958, une place de l'Est de Montréal fut nommée en son honneur.

## Annexe